# Refektarz klasztoru dominikanów w Gdańsku

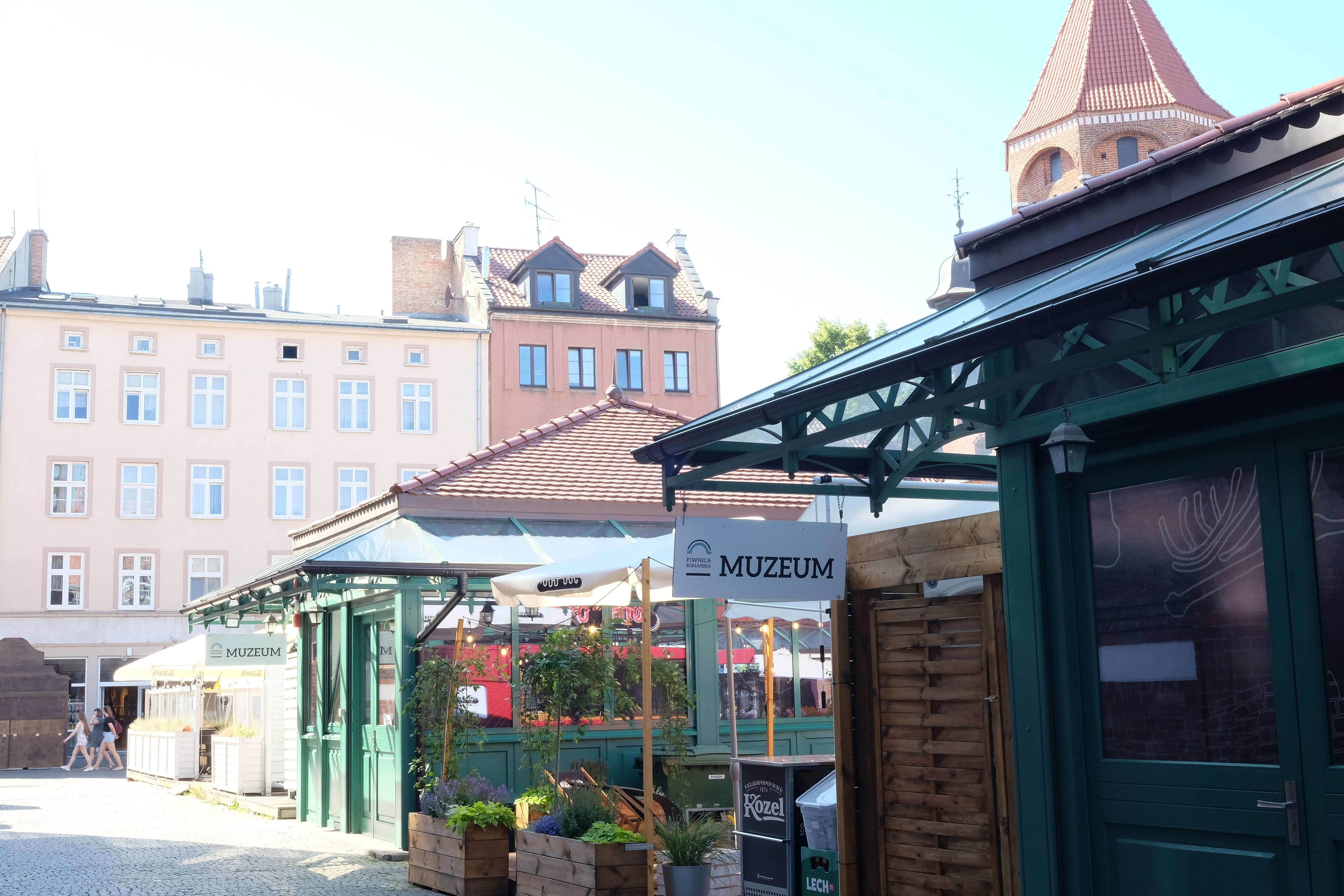
Gdańsk plac Dominikański – pawilony Piwnicy Romańskiej

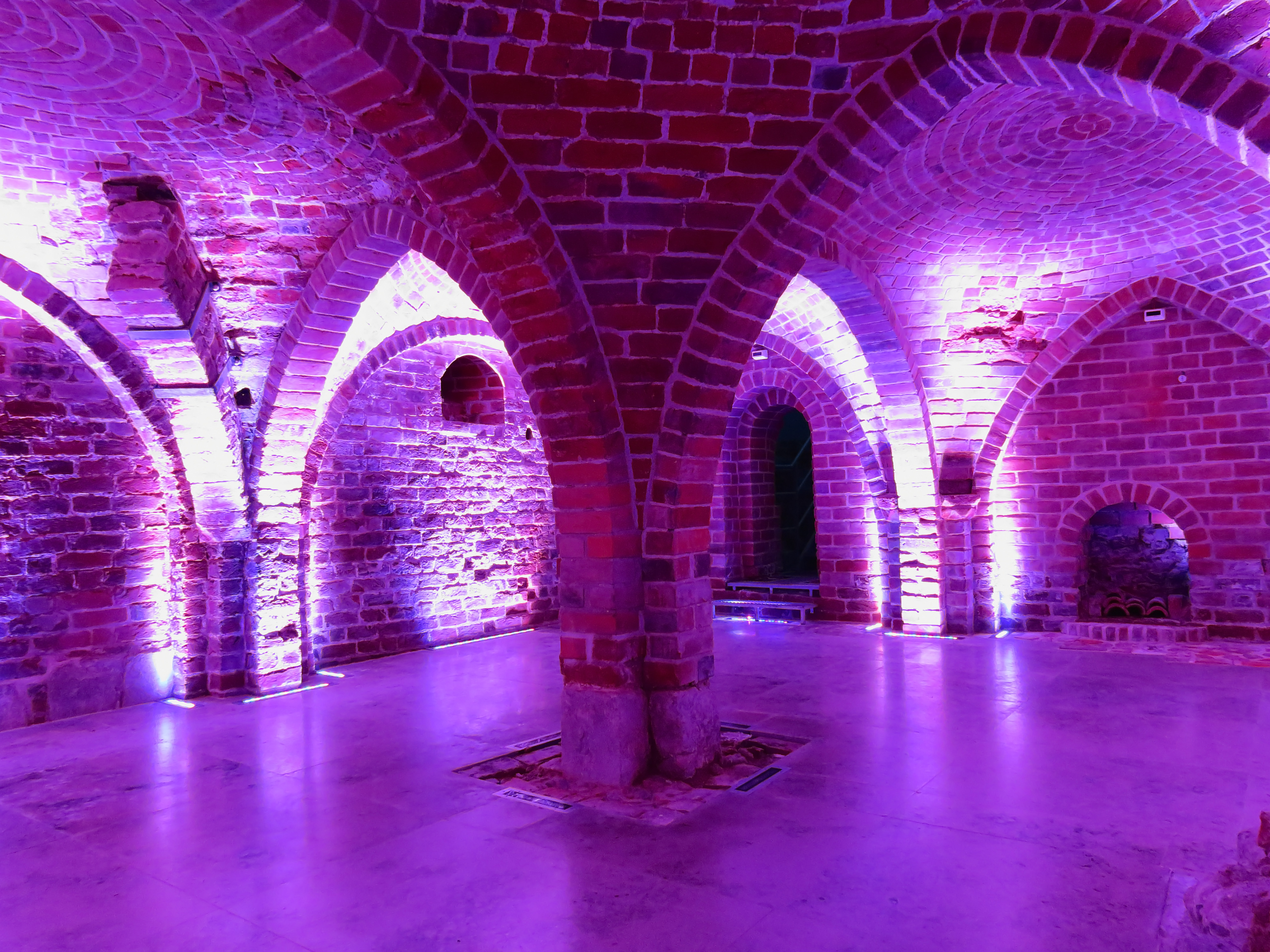
Gdańsk Piwnica Romańska

Refektarz klasztoru Dominikanów w Gdańsku (Piwnica Romańska) – odkryty w 2005 roku romański refektarz (jadalnia), będący niegdyś częścią klasztoru Dominikanów. Jest najstarszym zachowanym wnętrzem kubaturowym w Gdańsku, o powierzchni 52 m². Znajduje się na Głównym Mieście, pod Placem Dominikańskim, pomiędzy kościołem św. Mikołaja a Halą Targową. Powstał w połowie, bądź w trzeciej ćwierci XIII wieku. Większa część pomieszczenia zachowała się w dobrym stanie, pomimo że budynek był kilkakrotnie przebudowywany. Obiekt był usytuowany na bardzo niskim parterze, ok. 1 metr zagłębiony w ziemi. Refektarz posiada unikalną konstrukcję sklepienia z czterema polami sklepień eliptycznych wspartych na pendentywach i na filarze centralnym.
Był ukryty w całości pod ziemią. Początkowo planowano obiekt ponownie zasypać, ale na skutek sprzeciwu środowisk konserwatorskich i miłośników zabytków, a także interwencji ministerstwa kultury refektarz trafił pod zarząd Muzeum Archeologicznego, które kosztem 5 mln zł dokonało jego renowacji.
Prace archeologiczne rozpoczęły się w 2005 roku. 31 grudnia 2014 roku refektarz udostępniono dla zwiedzających. jako najnowszy Oddział Muzeum Archeologicznego w Gdańsku zwany Piwnicą Romańską.